# Władysław Madejski

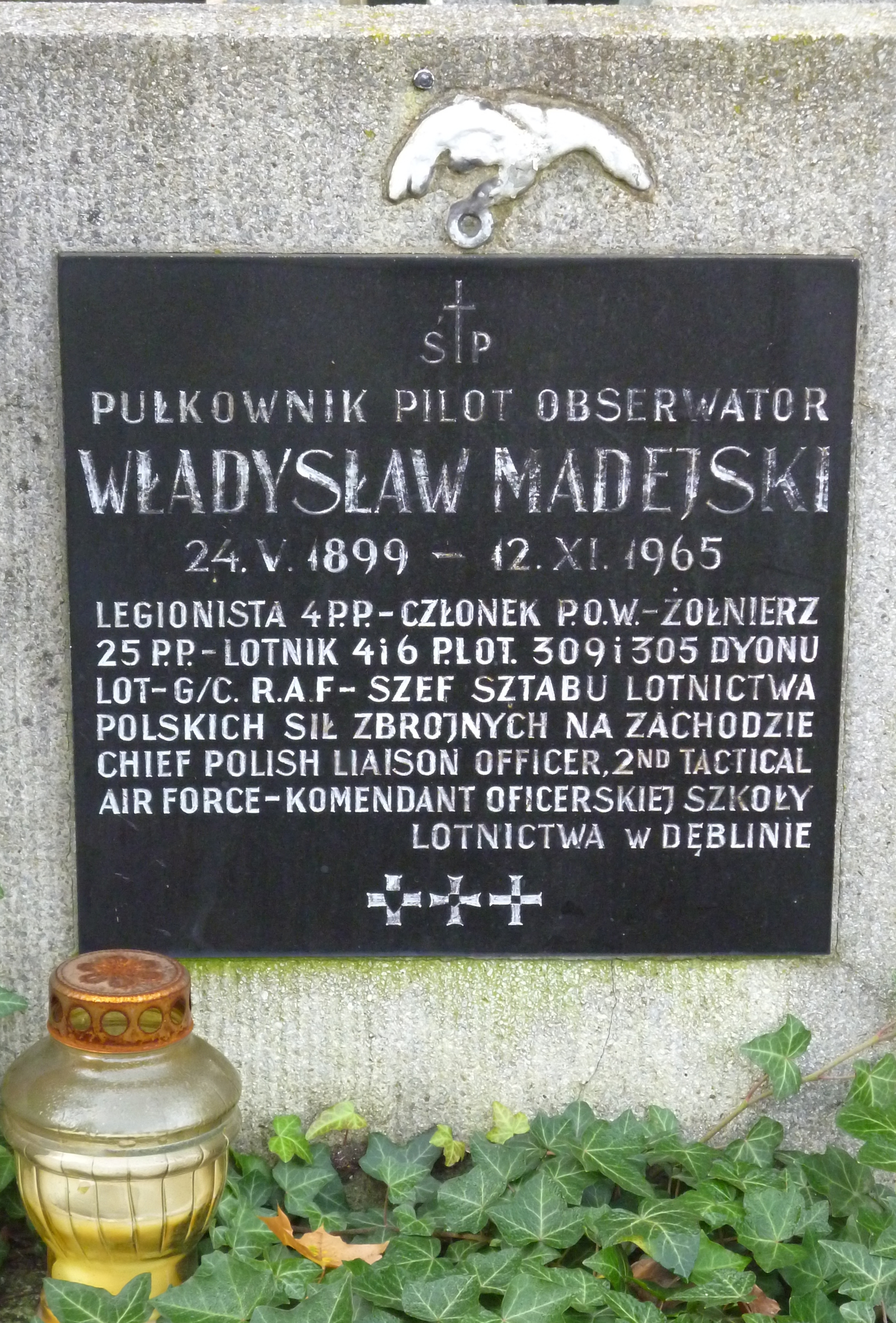
Tablica na grobie płk. Władysława Madejskiego

Władysław Madejski (ur. 24 maja 1899 w Książu Wielkim, zm. 12 listopada 1965 w Krakowie) – pułkownik (ang. Wing Commander) pilot obserwator Wojska Polskiego.

## Życiorys

### Okres przedwojenny
Syn Jana i Domiceli z Gawęckich. W rodzinnej miejscowości uczęszczał do szkoły powszechnej, następnie uczył się w seminarium nauczycielskim w Jędrzejowie. Od 16 maja 1915 roku należał do Polskiej Organizacji Wojskowej, w której ukończył w 1917 roku szkołę podoficerską, i jako ochotnik wstąpił do Legionów Polskich. W listopadzie 1918 roku brał udział w walkach na froncie jako dowódca plutonu. We wrześniu 1920 roku awansował na stopień oficerski i powierzono mu dowodzenie kompanią. Od marca do sierpnia 1921 roku służył w 22 pułku piechoty, następnie został skierowany do Szkoły Podchorążych. Po jej ukończeniu już jako dowódca dowodził kompanią w 25 pułku piechoty. W 1923 był przydzielony do Powiatowej Komendy Uzupełnień Końskie na stanowisko oficera instrukcyjnego. W styczniu 1924 został przydzielony do macierzystego 25 pp. W listopadzie tego roku skierowany został na przeszkolenie w Szkole Pilotów w Bydgoszczy. We wrześniu 1925 roku po ukończeniu szkoły lotniczej otrzymał przydział do 4 pułku lotniczego, w którym służył 4 lata. W styczniu 1930 roku otrzymał awans do stopnia kapitana, przeniesiony został do pracy na stanowisku referenta w Departamencie Aeronautyki MSWojsk. w Warszawie. W listopadzie 1933 roku został przeniesiony do 6 pułku lotniczego we Lwowie i wyznaczony na stanowisko oficera taktycznego 61 eskadry liniowej. W listopadzie 1935 został ponownie przydzielony do Departamentu Aeronautyki MSWojsk. (od 8 sierpnia 1936 – Dowództwo Lotnictwa MSWojsk.) na stanowisko szefa wydziału wyszkolenia. Od września 1938 do sierpnia 1939 roku studiował w Wyższej szkole Lotniczej, którą ukończył jako prymus III promocji. Awansował na stopień majora i na stanowisko szefa wydziału wyszkolenia Dowództwa Lotnictwa. Władysław Madejski był autorem artykułów w „Przeglądzie Lotniczym”: O wychowaniu w lotnictwie, Lotnictwo w pierwszych dniach obrony Lwowa, Lotnictwo w bitwie nad Niemnem.

### Okres wojny
Pod koniec kampanii wrześniowej ewakuował się wraz z dowództwem przez Rumunię do Francji, gdzie objął stanowisko dowódcy kompanii wyszkolenia technicznego w Centrum Wyszkolenia Lotnictwa. Po upadku Francji w 1940 roku zebrał oddział ok. 2000 żołnierzy, których doprowadził z pełnym uzbrojeniem i wyposażeniem do portu Saint-Jean-de-Luz. Został ewakuowany do Wielkiej Brytanii, wstąpił do Polskich Sił Powietrznych w Wielkiej Brytanii i otrzymał numer służbowy Royal Air Force P-1241. W tworzących się polskich dywizjonach lotniczych został mianowany komendantem kursu lotniczego zorganizowanego dla polskich lotników w stacji RAF Weeton w terminie od 15 sierpnia do 7 października 1940 roku. W tym samym roku Madejski został skierowany do wypełniania obowiązków zastępcy dowódcy 309 dywizjonu Ziemi Czerwieńskiej, a w czerwcu 1941 roku przeniesiony do sztabu Inspektoratu Lotnictwa w Londynie. Objął funkcję szefa oddziału personalnego Inspektoratu Lotnictwa, a od maja 1942 do września 1943 roku szefa Sztabu Inspektoratu Lotnictwa. We wrześniu 1943 roku Władysław Madejski został komendantem Centrum Wyszkolenia Lotnictwa i pełnił tę funkcję do marca 1944 roku. Pod koniec maja 1944 roku zgłosił się na ochotnika do odbycia tury 30 lotów bojowych, od dowództwa otrzymał zgodę i przydział do 305 dywizjonu bombowego Ziemi Wielkopolskiej, jako nawigator latał na samolocie Mosquito FB Mk VI. Wbrew regulaminowi RAF w czasie lotów bojowych nie zabierał spadochronu, spadochron utrudniał mu wykonywanie czynności w ciasnej kabinie samolotu. Połowę tury lotów operacyjnych wykonał w załodze pilota Wacława Banaszuka, z którym ukończył turę swoich 30 lotów bojowych. Od 14 października 1944 do lipca 1945 roku był polskim oficerem łącznikowym 2 Tactical Air Force. Pod koniec września 1945 roku został przeniesiony do Dowództwa Lotnictwa.

### Okres powojenny
Po zakończeniu wojny Madejski postanowił powrócić do Polski. 20 marca 1946 roku opuścił Wyspy Brytyjskie statkiem płynącym do Gdyni. Powracających żołnierzy repatriantów: 20 oficerów, 157 podoficerów, 867 szeregowców przywitała uroczyście orkiestra wojskowa i kompania honorowa 16 Dywizji Piechoty. Po powrocie do Polski został przyjęty do służby wojskowej w Ludowym Wojsku Polskim. 27 czerwca 1946 został mianowany komendantem Wojskowej Szkoły Pilotów w Dęblinie, w listopadzie 1947 roku został odwołany, po nim stanowisko komendanta objął płk Szczepan Ścibior. W okresie od stycznia do czerwca 1948 roku pracował jako nauczyciel w II Miejskim Gimnazjum Zawodowym w Warszawie, następnie (od czerwca 1950 roku) był zatrudniony jako szef działu finansów w Centralnym Zarządzie Przemysłu Tłuszczowego w Warszawie. W grudniu 1950 roku został przeniesiony do rezerwy. Do sierpnia 1952 roku pracował jako główny księgowy w Stołecznych Zakładach Graficznych, następnie został zatrudniony jako starszy inspektor w Zakładach Produkcji Elementów Budowlanych nr 2 na Żeraniu.
Zmarł 12 listopada 1965 roku w Krakowie, został pochowany na Cmentarzu Wojskowym przy ul. Prandoty w Krakowie (kwatera 4 WOJ-płn-25).

## Rodzina
Zawarł związek małżeński z Ireną z d. Świętochowską i miał z nią syna, Jana Madejskiego, inżyniera i naukowca.

## Ordery i odznaczenia
- Krzyż Niepodległości (28 grudnia 1933)[25]
- Order Krzyża Grunwaldu III klasy
- Krzyż Walecznych („za czyny męstwa i odwagi wykazane w bojach toczonych w latach 1918–1921”)
- Krzyż Walecznych (dwukrotnie „za czyny męstwa i odwagi wykazane w wojnie rozpoczętej 1 września 1939 roku”)
- Złoty Krzyż Zasługi (10 listopada 1938)[26]
- Srebrny Krzyż Zasługi (10 listopada 1928)[27][28]
- Polowa Odznaka Pilota